# Neoitamus strigipes
Neoitamus strigipes är en tvåvingeart som beskrevs av Becker 1925. Neoitamus strigipes ingår i släktet Neoitamus och familjen rovflugor. Inga underarter finns listade i Catalogue of Life.